# علی‌آباد (بخش مرکزی شهرستان سرباز)
علی‌آباد روستایی در دهستان سرباز بخش مرکزی شهرستان سرباز استان سیستان و بلوچستان ایران است.
این روستای تاریخی با قدمت حدود ۱۰۰ ساله از قدیمی ترین توابع شهرستان سرباز بوده و دارای امکاناتی از جمله :پمپ بنزین جایگاه نفتی درمانگاه دولتی دفتر پیشخوان، مخابرات، پایگاه اورژانس، دفتر خدمات مشترکین ایرانسل، دفتر خدمات مشترکین همراه اول، هنرستان های کاردانش، فنی حرفه ای و دبیرستان و همچنین بزرگ ترین سالن ورزشی منطقه سرباز و پارک کوهستانی است.
از معتمدین این روستای بزرگ می توان ،حاج محمد علی بهرام زئی ، حاج محمد حسن بهرامزئی ،حاج نورمحمد بهرامزئی ، شهید شهدوست بهرامزئی نام برد
مردم این روستا بسیار مهمان نواز هستند.

## جمعیت
بر پایه سرشماری عمومی نفوس و مسکن در سال ۱۳۹۵ جمعیت این روستا ۸۸۸ نفر (۲۷۲خانوار) بوده‌است.